# Mario Party: The Top 100
Mario Party: The Top 100 (jap. マリオパーティ100 ミニゲームコレクション Mario Pāti Hyaku Minigēmu Korekushon, znana także jako Mario Party 100 Minigame Collection) – komputerowa gra imprezowa wyprodukowana przez Nintendo i wydana na platformie Nintendo 3DS. Jest to piąta część serii Mario Party i jest przede wszystkim kompilacją 100 minigier z całej serii. Została opublikowana w Ameryce Północnej 10 listopada 2017, a później także w regionach PAL oraz w Japonii odpowiednio 22 i 28 grudnia 2017.

## Odbiór
Według Metacritic gra otrzymała „mieszane lub przeciętne recenzje”. Kirstin Swalley z Hardcore Gamer skrytykował grę za to, że zawiera tylko jedną planszę i stwierdził, że brakowało jej „złożonego i konkurencyjnego charakteru” znajdującego się we wcześniejszych gier.
Mario Party: The Top 100 sprzedało się w 52 tys. egzemplarzy w ciągu pierwszego tygodnia sprzedaży w Japonii, co dało grze 5 miejsce na liście sprzedaży wszystkich gier wideo we wszystkich formatach.